# Leander Elias
Leander Elias ist ein deutscher Synchronsprecher und Hörspielsprecher.

## Leben
Elias wurde durch zahlreiche Synchronisationen bekannt. So lieh er z. B. Dustin Henderson ab der dritten Folge der Serie Stranger Things und Alex aus der Serie PAW Patrol seine Stimme.
Außerdem ist er als Hörspielsprecher tätig. So ist er in Hörspielen wie Die Schule der magischen Tiere und Conni zu hören.

## Synchronisation
- seit 2013: PAW Patrol
- 2015: Little Gangster
- seit 2016: Stranger Things
- seit 2018: Chips und Toffel